# سام جونسون
سام جونسون (بالإنجليزية: Sam Johnson)‏ (19 أكتوبر 1901 المملكة المتحدة - 1 يناير 1975) هو لاعب كرة قدم بريطاني سابق كان يلعب كمدافع.